# Nina Arvesen
Nina Arvesen est une actrice américaine née le 16 mai 1961 à White Plains, État de New York. Elle est principalement connue pour son rôle de Cassandra Hall dans la série Les Feux de l'amour et celui d'Angela Cassidy dans Santa Barbara.

## Biographie
Fille d'une actrice et d'un ambassadeur dont la famille est originaire de Norvège, elle commence sa carrière d'actrice à Hollywood dans les années 1980. Elle obtient son premier rôle au cinéma en 1987 dans le film Dragnet aux côtés de Tom Hanks et Dan Aykroyd. Elle apparaît l'année suivante dans le film Maniac Cop (1988). Par la suite, elle connait une grande notoriété avec le rôle de Cassandra Hall qu'elle joue dans le soap opéra Les Feux de l'amour. Lassée de Cassandra dans Les Feux de l'Amour, Nina a quitté le feuilleton en 1990, après trois ans de tournage. A l'été 1991 elle obtient le rôle d'Angela Cassidy dans la série  Santa Barbara jusqu'en 1993.
Nina a deux frères dont elle est très proche.L'un d'eux, Christian, est spécialiste des effets spéciaux et il a travaillé sur Robocop et JFK. 
Nina a fondé The Arvesen Group, pour produire des téléfilms.
En Norvège, après avoir animé pendant trois ans un magazine télé, elle a dirigé un label de disques.

## Filmographie

### Cinéma
- 1987 :  Dragnet : Lady Motor Cop
- 1987 : Beach Fever : La fille
- 1988 : Maniac Cop : Regina Sheperd

### Télévision
- 1988 : Qui garde les amis?  (Who Gets the Friends?) (Téléfilm) : Inga
- 1988 : Amour, Gloire et Beauté (série TV) : Cassandra Hall
- 1988 - 1991  : Les Feux de l'amour (série TV) (135 épisodes) : Cassandra Hall
- 1991 - 1993  :  Santa Barbara (214 épisodes) (série TV) : Angela Cassidy